# راي واتسون (قاضي)
راي واتسون (بالإنجليزية: Ray Watson)‏ هو قاضي أسترالي، ولد في 24 ديسمبر 1922 في ويلوبي ‏ في أستراليا، وتوفي في 26 أكتوبر 2010.